# Rétegvíz
A rétegvíz a kőzetek pórusaiban helyezkedik el, két vízzáró réteg között, az első vízadó rétegtől legalább egy vízzáró réteg választja el. A nagy nyomás alól érkező rétegvíz az artézi víz. Ha a nyomás nem elegendő a víz felszínre juttatásához, akkor szubartézi vízről beszélhetünk. A nyomást a vízzáró rétegek (litosztatikus nyomás), a vízoszlop (hidrosztatikus nyomás), a rétegek gáztartalma és a (tömörödő) kőzetoszlop súlya adhatja. 
Kialakulásához legkedvezőbb szerkezet a redőteknő (szinklinális). A vízutánpótlás ilyen esetekben leggyakrabban a felszínre bukkanó víztartó rétegen keresztül biztosítható. Ha a vízutánpótlás teljesen lehetetlen, akkor fosszilis vízről beszélhetünk.
Az artézi vizek jelentőségét egyrészt a tárolt vízkészlet nagysága, másrészt - nagyobb mélységük és a felszínnel való lazább kapcsolatuk révén - a felszíni szennyező hatásoktól való védettsége, tisztasága adhatja. Az artézi medencék klasszikus példája a Párizsi-medence, az ausztráliai Nagy-Artézi-medence. Az artézi medencék másik típusa a féloldalasan kiemelt, csupán egyik irányból táplált medence. Ilyen a Préri-tábla és a Parti-síkság Észak-Amerikában, valamint a Szahara az Atlasz lábánál.
Sajátos az Alföld artézi víz készlete, ugyanis ez nem utánpótlódó, statikus víz, teljesen körülzárt vízlencsékkel (fosszilis víz). Éppen ezért az Alföld rétegvíz készlete véges. Az utóbbi évtizedekben napi kitermelése 4 millió m³, éves kitermelése 1,5 km³ volt, ami közelíti a Balaton vízmennyiségét (1,8 km³).